# 津奈木町立津奈木小学校
津奈木町立津奈木小学校（つなぎちょうりつ つなぎしょうがっこう）は、熊本県葦北郡津奈木町にある公立小学校。

## 沿革
- 1875年（明治8年）10月 - 津奈木村との旧会所跡に中村学校として創立[2]
- 1876年（明治9年） - 岩城学校と改称
- 1877年（明治10年） - 津奈木小学校と改称[2]
- 1885年（明治18年）2月 - 中村435番地に移転し津南校と改称 [2]
- 1893年（明治26年）10月 - 津奈木校と改称[2]
- 1899年（明治32年）4月 - 修業年限4カ年の高等科を設置、津奈木尋常高等小学校と改称[2]
- 1900年（明治33年）4月 - 岩城1575番地に新校舎を建築
- 1908年（明治41年）4月 - 小学校令の改正により尋常科の修業年限を6年、高等科の修業年限を2年に変更[2]
- 1941年（昭和16年）4月 - 国民学校令により津奈木国民学校と改称
- 1947年（昭和22年）4月 - 学制改革により津奈木村立津奈木小学校と改称
- 1963年（昭和38年）4月 - 津奈木町発足により津奈木町立津奈木小学校と改称
- 1970年（昭和45年）6月 - 岩城1470番地（現在地）に新校舎完成、移転完了
- 2010年（平成22年）3月 - 津奈木町立赤崎小学校を統合
- 2016年（平成28年）3月 - 津奈木町立平国小学校を統合[3]

## 教育目標
- よりやさしく　よりかしこく　よりたくましく

## 通学区域
- 津奈木町[4]
  - 竹中、染竹、浜崎、桜戸、町中、新川、古川、大泊、中尾、古中尾、倉谷、内野、上下門、川内、小津奈木、丸岡
  - 日当、日添、辻（旧津奈木町立赤崎小学校区）
  - 福浦、平国上、平国下（旧津奈木町立平国小学校区）

## 進学先中学校
- 津奈木町立津奈木中学校